# Carlowszky János
Carlowszky János, Karlowsky (Bisztricska, 1721. február 16. – Eperjes, 1794. október 20.) evangélikus kollégiumi igazgató, költő.

## Élete
Carlowszky Dániel és Fekete Katalin fia volt. A gimnáziumot Losoncon végezte; azután a hallei és göttingeni egyetem hallgatója lett. Hazájába visszatérvén, a pozsonyi evangélikus lyceumnál mint tanár működött; innét az eperjesi collegium rectorának hívták meg és ott meghalt. Beszédet mondott fölötte Neustadt eperjesi lelkész németül és Meyer András tanár latinul.

## Művei
Singulare vitae scholasticae exemplar, quod Michael Peschko, in schola Posoniensi aug. confess. pro-rector, soliditate doctrinae, ac morum integritate conspicuus in vita, fideliter docendo et pie vivendo, expressit, et a. 1757. per mortem placidam, ad aeternam quietem evocatus, post se reliquit, in testimonium amoris animo moesto proponunt docentes. Posonii. (Költemény.)
Kéziratban maradtak: Historiae Eperjesiensis collegii; Tractatus de sacramentis; Chronologia sacra ad annum diluvialem producta; De lege et evangelio. Latin levele Kazinczyhoz, Eperjes, 1778. szept, 18. (Kazinczy Ferencz levelezése I. 10.)